# Дарбі (Пенсільванія)
Дарбі (англ. Darby) — місто (англ. borough) в США, в окрузі Делавер штату Пенсільванія. Населення — 10 715 осіб (2020).

## Географія
Дарбі розташоване за координатами 39°55′15″ пн. ш. 75°15′40″ зх. д. / 39.92083° пн. ш. 75.26111° зх. д. (39.920953, -75.261082).  За даними Бюро перепису населення США в 2010 році місто мало площу 2,18 км², уся площа — суходіл.

## Демографія
Згідно з переписом 2010 року, у селищі мешкало 10 687 осіб у 3367 домогосподарствах у складі 2392 родин. Густота населення становила 4899 осіб/км².  Було 3888 помешкань (1782/км²).
Расовий склад населення:
| - 78,9 % — чорних або афроамериканців - 16,2 % — білих - 0,7 % — азіатів - 0,2 % — корінних американців |

До двох чи більше рас належало 3,3 %. Частка іспаномовних становила 2,1 % від усіх жителів.
За віковим діапазоном населення розподілялося таким чином: 33,0 % — особи молодші 18 років, 56,8 % — особи у віці 18—64 років, 10,2 % — особи у віці 65 років та старші. Медіана віку мешканця становила 29,4 року. На 100 осіб жіночої статі у селищі припадало 83,4 чоловіків;  на 100 жінок у віці від 18 років та старших — 73,4 чоловіків також старших 18 років.
Середній дохід на одне домашнє господарство  становив 46 516 доларів США (медіана — 33 750), а середній дохід на одну сім'ю — 42 527 доларів (медіана — 34 952). Медіана доходів становила 31 598 доларів для чоловіків та 30 984 долари для жінок. За межею бідності перебувало 32,2 % осіб, у тому числі 40,2 % дітей у віці до 18 років та 6,5 % осіб у віці 65 років та старших.
Цивільне працевлаштоване населення становило 3663 особи. Основні галузі зайнятості: освіта, охорона здоров'я та соціальна допомога — 39,4 %, мистецтво, розваги та відпочинок — 8,6 %, науковці, спеціалісти, менеджери — 8,4 %.